# Kyrkfjärden, Hitis
Kyrkfjärden är en vik i Finland. Den ligger i kommunen Kimitoön i landskapet Egentliga Finland, i den södra delen av landet, 140 km väster om huvudstaden Helsingfors.
Kyrkfjärden ligger mellan Hitislandet i norr och Rosalalandet i söder. I väster ger det numera smala och grunda Kyrksundet förbindelse med Norra fjärden. I öster ansluter Kyrkfjärden till Hemfjärden.